# ماريو مارتينيز (رباع)
ماريو مارتينيز (بالإنجليزية: Mario Martinez) هو رباع أمريكي، ولد في 6 يوليو 1957 في ساليناس في الولايات المتحدة، وتوفي في 14 يناير 2018.

## وصلات خارجية
- ماريو مارتينيز على موقع أوليمبيديا (الإنجليزية)